# Joseph Jongen
Pour les articles homonymes, voir Jongen.
 (janvier 2024).
Joseph Jongen est un compositeur et organiste belge né le 14 décembre 1873 à Liège et mort à Sart-lez-Spa le 12 juillet 1953. 

## Biographie
Marie Alphonse Nicolas Joseph Jongen, né le 14 décembre 1873 à Liège, est le fils de Marie Joseph Alphonse Jongen (1843-1927), entrepreneur en ébénisterie d'art, et de Marie Marguerite Betermanne. Il est le frère aîné du compositeur Léon Jongen, chef d'orchestre et directeur du Conservatoire royal de Bruxelles. Le 26 janvier 1909, Joseph Jongen épouse à Saint-Gilles Valentine Ziane qui lui donne trois enfants.
Très tôt, les dons de Joseph Jongen sont évidents aux yeux de son père — qui lui enseigne les premiers rudiments et l'encourage — ainsi qu’à ceux d’amis musiciens lors d'exécutions de chorals ou saynètes que son père dirige pour des fêtes de famille ou dans des Cercles d'amateurs à Liège et en province,.
Joseph Jongen fait toutes ses études musicales au Conservatoire royal de Liège. Il y apprend le piano, l'orgue, le solfège, l'harmonie, le contrepoint et la fugue avec Sylvain Dupuis et Jean-Théodore Radoux.
En 1894 il est couronné par l'Académie royale de Belgique pour son 1er Quatuor à cordes (op. 3), œuvre "d'une maîtrise étonnante chez ce quasi débutant (...) d'une polyphonie riche, subtile" et aussitôt publiée à Leipzig.

En 1897, le Premier Prix de Rome belge lui est décerné pour sa cantate Comala (op. 14). Cette récompense lui permet de réaliser un voyage d’études à l'étranger d’une durée de près de quatre ans, d’octobre 1898 à mai 1902. Il passe un an et demi en Allemagne, d'abord à Berlin où il découvre la musique de Brahms, rencontre Vincent d'Indy et également Richard Strauss qui lui donne des leçons de composition, puis à Munich où il écrit son Concerto pour violon (op. 17), tandis qu’il occupe le poste de maître de chapelle en 1900 à Bayreuth. Il découvre ensuite Vienne et s'établit huit mois à Paris où il se lie avec différents musiciens français tels Gabriel Fauré et Charles Bordes et devient l'élève de Vincent d'Indy. Il termine son périple par un séjour de huit mois à Rome. Pendant ce voyage, il compose plusieurs œuvres importantes : une symphonie (op. 15), deux concertos (op. 17 et 18), un quatuor pour piano, violon, alto et violoncelle (op. 23), et d’autres pièces qui témoignent d'une nette maturation de son style.

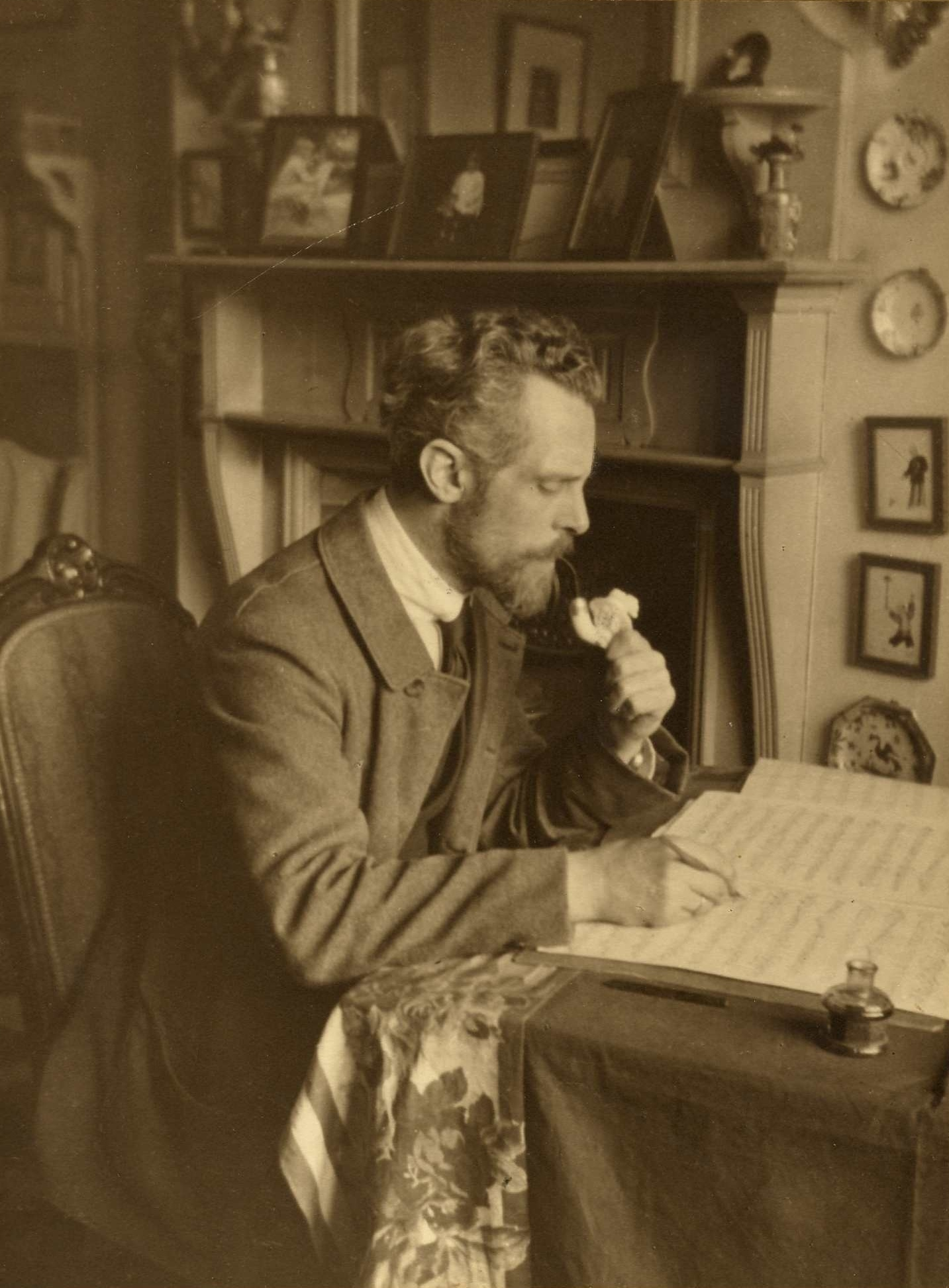
Photographie de Joseph Jongen, prise dans son appartement de Londres où il vécut de janvier 1915 à janvier 1919.

De retour en Belgique en 1902, Joseph Jongen est nommé en 1903 professeur d'harmonie et de contrepoint au Conservatoire de Liège.
Pendant la Première Guerre mondiale, il se réfugie avec sa famille en Angleterre. Il y participe activement à la vie musicale comme organiste et pianiste au sein du Belgian Quartet dont il est l'un des fondateurs avec le violoniste Désiré Defauw, le violoncelliste Etienne Doehaerd et l’altiste Lionel Tertis.
Dès décembre 1918, Jongen reprend son poste à Liège, puis est nommé en 1920 professeur de fugue au Conservatoire royal de Bruxelles, établissement dont il assume la direction de 1925 à sa retraite en 1939. Durant ce directorat, il invite d'éminentes personnalités musicales étrangères à faire partie de jurys aux concours de fin d'année, qui connaissent un grand succès et portent haut et loin la notoriété de l'institution. C’est à ses débuts de directeur de conservatoire qu’il compose sa célèbre Symphonie concertante pour orgue et orchestre, op. 81. Son frère, Léon Jongen, lui succède à la tête du Conservatoire royal de Bruxelles.
De 1919 à 1926, Joseph Jongen dirige les Concerts Spirituels de Bruxelles et exerce une activité de chef de chœur et d'orchestre. Il dirige notamment quelques premières en Belgique comme Le Roi David d’Arthur Honegger, Psaume LXVII de Florent Schmitt et Saint-François d’Assise de Malipiero.
Auteur de très nombreuses œuvres, la musique de Jongen est d'une rare distinction et d'une subtilité harmonique qui se tient souvent dans les limites de la tonalité. Ses mélodies souples et rythmées sont d'un style qui lui est très propre. Il est sans conteste l'un des compositeurs le plus doué de sa génération. Ernest Closson dira de lui : On se sent en présence d'un art infaillible, d'œuvres sans fissure, écrites avec une sûreté imperturbable : on reprocherait presque à l'auteur de "ne jamais rien rater"[réf. nécessaire].

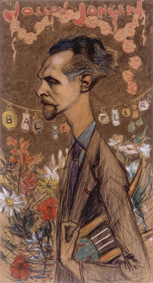
Représentation de Joseph Jongen par Georges Jamotte. L'œuvre originale est conservée au Conservatoire royal de Bruxelles.

Nombre de ses meilleures œuvres portent l'inscription « Sart-lez-Spa le... ». C’est dans ce petit village ardennais entouré d’une nature fraîche et sauvage que le compositeur possède une seconde résidence et qu’il trouve une source d’inspiration incomparable. Au cours des ans, il accumule tous les genres de la musique pure, et constitue un large catalogue qu’il réduit lui-même à 137 œuvres, dont la dernière est écrite en 1951.
Il était membre de l'Académie royale de Belgique et de l'Institut de France.
Deux ans plus tard, le 12 juillet 1953, c’est à Sart-lez-Spa qu’il décède, atteint d'un cancer. Il reçoit des funérailles à l'église Notre-Dame-de-l'Annonciation d'Ixelles et est inhumé au cimetière d'Uccle.

## Hommages et distinctions
On trouve une « Avenue Joseph Jongen » à Uccle et à Jalhay.
De nombreuses manifestations ont été données en l’honneur du compositeur belge après son décès.
En 2003, de nombreux concerts en Belgique ont célébré le cinquantième anniversaire de sa mort. La Bibliothèque royale de Belgique a accueilli l’exposition « Joseph Jongen, une vie de musicien » du 24 octobre au 22 novembre 2003.
En 2013, l’Union du corps professoral du Conservatoire royal de Bruxelles a donné le nom du compositeur à son Auditorium Joseph Jongen.
La bibliothèque du Conservatoire royal de Bruxelles conserve le Fonds Joseph Jongen, rassemblant les manuscrits autographes, la bibliothèque musicale et les archives du compositeur.
Les distinctions suivantes lui ont été attribuées :
- Grand officier de l'ordre de la Couronne en 1938 (Belgique) ;
- Grand officier de l'ordre de Léopold II[10] en 1934 (Belgique) ;

- Commandeur de l'ordre de Léopold[11] (Belgique) ;
- Croix civique de première classe en 1929 (Belgique) ;
- Médaille commémorative du Centenaire en 1931 (Belgique) ;
- Commandeur de l'ordre de la Couronne de chêne en 1938 (Luxembourg) ;
- Commandeur de la Légion d'honneur en 1936 (France) ;
- Grand officier de l'ordre royal de Saint-Sava (Serbie).

## Compositions

### Œuvres avec numéro d’opus
- Op. 1 Concerto symphonique pour piano et orchestre (1892)
- Op. 2 Quatuor à cordes (1893)
- Op. 3 Quatuor à cordes no 1 (1894) dédié à Jean-Théodore Radoux
- Op. 4 Marche solennelle pour orchestre (1894)
- Op. 5 Cinq Pièces pour orgue
  - Andante Cantabile (1895)
  - Pastorale (1896) dédiée à Gustave Helbig
  - Offertoire (Grand Chœur) (1896) dédié à Charles-Marie Danneels
  - Offertoire (1893) dédié à Alphonse Jongen
  - Communion (1894) dédiée à Sylvain Dupuis
- Op. 6 Haec Dies, motet pour chœur et orgue (1895)
- Op. 7 Sinaï, cantate pour soli, chœur et orchestre (1895)
- Op. 9 Divertissement-ballet pour orchestre (1896)
- Op. 10 Trio en si mineur pour piano, violon et violoncelle (1897) dédié à son père
- Op. 11 Callirhoe pour solistes, chœur et orchestre (1895)
- Op. 12 Fantasia pour violon et orchestre (1898) dédiée à Marie Gilliard
- Op. 13 Marche-Cortège pour orgue et orchestre (ou pour orgue et quatuor à cordes) (1898)
- Op. 14 Comala, cantate pour soli, chœur et orchestre (1897)
- Op. 15 Symphonie en la majeur (1898-1899)
- Op. 16 Premier poème pour violoncelle et orchestre (1899) à Jean Gérardy
- Op. 17 Concerto pour violon et orchestre en si mineur (1899-1900) dédié à Eugène Ysaÿe[12]
- Op. 18 Concerto pour violoncelle et orchestre (1900)
- Op. 20 Adagio symphonique pour violon et orchestre (1901) dédié à Joseph Debroux
- Op. 21 Méditation pour cor anglais (ou saxophone) et orchestre (ou piano) (1901)
- Op. 23 Quatuor avec piano en mi bémol majeur (1902)
- Op. 24 Fantaisie sur deux noëls populaires wallons pour orchestre (1902) dédiée à Jacques Durand
- Op. 25 Six Melodies pour chant et piano (1902)[13]
  - Lys - Chrysanthèmes
  - Après un rêve
  - Ferveur printanière
  - Chanson roumaine (titre original Sur la Colline, révisé plus tard)[13]
  - Chanson d'automne
  - Bal de fleurs
- Op. 27 Sonate no 1 pour violon et piano (1903)
- Op. 28 Lalla Roukh pour orchestre (ou pour piano à quatre mains) (1904)
- Op. 29 Parfum exotique pour soprano, piano et quatuor à cordes (ou pour soprano et piano) (1906)
- Op. 30 Trio pour violon, alto et piano (1906-07) dédié à Émile Chaumont et Oscar Englebert
- Op. 31 Prélude et danse pour orchestre (1907) dédié à Victor Buffin
- Op. 32 Epithalame et Scherzo pour trois violons et orchestre (ou piano, ou orgue) (1907)
- Op. 33 Deux pièces pour piano (1908) ; aussi en version pour orchestre (1915)
  - Clair de lune dédié à Léon Jongen
  - Soleil à midi
- Op. 34 Sonate no 2 pour violon et piano (1909) dédiée à Octave Maus
- Op. 35 Valse pour violoncelle et piano (1909)
- Op. 36 S'Arka, ballet (1910)
- Op. 38 Cantabile - Marche - Pastorale pour harmonium (1911)
- Op. 39 Sonate pour violoncelle et piano (1911-12) dédiée à Pablo Casals
- Op. 40 Deux rondes wallonnes pour piano (ou orchestre) (1912)
- Op. 41 Concertino pour trompette et orchestre (ou petit orchestre, ou piano) (1913)
- Op. 42 Chant pastoral pour chœur féminin et orchestre (ou orchestre de chambre, ou piano) (1913)
- Op. 43 En forme de valse pour piano (1913) dédié à Madame G. Gould (Evelyn Suart)
- Op. 44 Impressions d'Ardennes pour orchestre (1913) dédié à Eugène Ysaÿe
- Op. 46 Deuxième poème pour violoncelle et orchestre (1914) dédié à Maurice Dambois
- Op. 48 Suite pour orchestre et alto principal (1915)
- Op. 50 Quatuor à cordes no 2 (1916) dédié à Théo Ysaÿe
- Op. 50 Paix pour chant et piano (1916)[13]
- Op. 51 No.1, No.2 pour violoncelle et piano (1916)
  - Dans la douceur des pins
  - Caprice - Impromptu
- Op. 52 Crépuscule au lac Ogwen pour piano (1916)
- Op. 53 Deux pièces pour orgue (1917)
  - Chant de May
  - Menuet-Scherzo
- Op. 54 Calmes, aux quais déserts pour soprano, piano et quatuor à cordes (ou pour soprano et piano) (1917)
- Op. 55 Pages intimes pour piano à quatre mains (1915) ou pour petit orchestre (1921)
- Op. 56 Tableaux pittoresques pour orchestre (1917)
- Op. 57 No.5 Release pour chant et piano (1917)[13]
- Op. 58 Sarabande triste pour piano (ou pour petit orchestre) (1918) dédiée à Alphonse Jongen
- Op. 59 Aquarelles pour trio avec piano
- Op. 60 Suite en forme de sonate pour piano (1918)
- Op. 61 Deux sérénades pour quatuor à cordes (1918)
  - Sérénade tendre dédiée à Madame S. Howard
  - Sérénade dramatique dédiée à Ernest Howard Esq.
- Op. 62 Poème héroïque pour violon et orchestre (1919) dédié à Émile Chaumont
- Op. 63 In Memoriam (4 Improvisations) pour harmonium (1919) dédié à dom Joseph Kreps
- Op. 65 Trois Études de concert pour piano (1920)
- Op. 66 Prélude élégiaque et Scherzo pour orchestre (1920) dédié à Gabriel Pierné
- Op. 67 Quatuor à cordes no 3 (1921) dédié à Florent Schmitt
- Op. 68 No.1, No.2 pour violoncelle et piano (1921) dédié à Jean Gérardy
  - Aria
  - Moto perpetuo
- Op. 69 Treize Préludes pour piano (1922) dédiés à Émile Bosquet
  - Inquiétude
  - Nostalgique
  - Pour danser
  - Tourments
  - Eau tranquille
  - Appassionato
  - Il était une fois...
  - Interlude
  - Angoisse
  - Giovinezza
  - Papillons noirs
  - Tendresse
  - Airs de fête
- Op. 70 Rhapsodie pour piano, flûte, hautbois, clarinette, basson et cor (1924)
- Op. 71 Concert à cinq pour flûte, harpe et trio à cordes (1923)
- Op. 72 Deux chants sans paroles pour soprano et piano (1923)
- Op. 73 Valse pour Harpe (1924)
- Op. 74 Fantaisie rhapsodique pour violoncelle et orchestre (ou piano) (1924)
- Op. 75 Petite Suite pour petit orchestre (ou pour piano) (1924)
- Op. 77 Sonate pour flûte et piano (ou pour flûte et orchestre à cordes) (1924) dédiée à René Leroy
- Op. 78 Hymne pour orgue et orchestre à cordes (1924/26)
- Op. 79 Allegro appassionato pour alto et orchestre (1925)
- Op. 80 Deux pièces en trio pour flûte, violoncelle et harpe (1925)
- Op. 80A Entrevisions pour chant et piano (1926)[13]
- Op. 81 Symphonie concertante pour orgue et orchestre (1926) dédiée à Léon Jongen
- Op. 82 Pensée élégiaque pour piano (1926)
- Op. 84 Pièce symphonique pour piano et vents (ou pour piano et orchestre, ou pour deux pianos) (1928)
- Op. 85 No.1 Rouge pour chant et piano (1928)[13]
- Op. 85 No.3 Si tu me quittes un jour.. pour chant et piano (1928)[13]
- Op. 86 Habañera pour violoncelle et piano (1928) dédiée à SAR la Princesse Marie-José
- Op. 87 Impromptu no 1 pour piano (1928) dédié à Madame Marguerite Lebizay-Hannay
- Op. 88 Sonatine pour piano (1929)
- Op. 89 Deux pièces pour quatuor de violoncelles (1929)
- Op. 90 Passacaille et Gigue pour orchestre (1929)
- Op. 92 Humoresque pour violoncelle et orchestre (ou orgue) (1930) dédié à Maurice Dambois
- Op. 93 Troisième suite dans le style ancien pour orchestre (1930) dédiée à Charles Strony
- Op. 94 Sonata Eroïca pour orgue (1930) dédiée à Joseph Bonnet
- Op. 95 Deux pièces en trio pour violon, violoncelle et piano (1931)
- Op. 96 Dix Pièces pour piano (ou pour petit orchestre) (1932) dédiées à Juliette Folville
  - Scherzetto
  - Cake-Walk
  - Vieille chanson
  - Harpe
  - Séguedille (Malagueña)
  - La gracieuse
  - Marche-Dansée
  - Barcarolle
  - Mazurka
  - Hymne védique
- Op. 97 Deux esquisses pour quatuor à cordes (1933)
- Op. 98 Deux pièces pour flûte, hautbois, clarinette, cor et basson (1933)
- Op. 99 Impromptu no 2 pour piano (1933)
- Op. 102 Introduction et Danse pour alto et orchestre (ou piano) (1935)
- Op. 103 Triptyque pour orchestre (1935-37)
- Op. 104 Toccata pour orgue (1935) dédiée à Georges Alexis
- Op. 105 Ballade no 1 pour piano (1936)
- Op. 106 Prélude, Habanéra et Allegro pour contrebasse et piano (1938)
- Op. 108 Two Pièces pour orgue (1938) dédiées à Madame Val Chesneau-Barberis
  - Scherzetto
  - Prière
- Op. 110 Ouverture-Fanfare pour orchestre d'harmonie (1939)
- Op. 111 Concertino pour alto et piano (1940)
- Op. 112 Alléluia pour orgue et orchestre (1940)
- Op. 115 Recitativo et airs de ballet pour clarinette et piano (ou orchestre) (1941)
- Op. 117 Ouverture de fête pour orchestre (1941)
- Op. 119 Ballade no 2 pour piano (1941)
- Op. 121 Prélude et fugue pour orgue (1941-43)
- Op. 122 Quatuor de saxophones (1942)
- Op. 123 Bourrée dans le style ancien pour piano (ou pour piano à quatre mains, ou pour orchestre) (1942)
- Op. 124 Concerto pour flûte, hautbois, clarinette, cor et basson (1942)
- Op. 125 Ballade pour harpe (1943)
- Op. 127 Concerto pour piano et orchestre (1943) dédié à Eduardo del Pueyo
- Op. 128 Aria et Polonaise pour trombone et piano (1943) dédiés à Estevan Dax
- Op. 129 Concerto pour harpe et orchestre (1944) dédié à Mireille Flour
- Op. 131 Obéron pour solistes et orchestre (1945)
- Op. 132 Concertino pour clarinette et piano (1947) dédié à Monsieur de Leye
- Op. 133 In Memoriam pour petit orchestre (ou orchestre de chambre, ou piano) (1947)
- Op. 135 Trio pour violon, alto et violoncelle (1948) dédié au Trio Pasquier
- Op. 136 Ballade pour orchestre (1949)
- Op. 137 Trois mouvements symphoniques pour orchestre (1951)

Beaucoup d'autres œuvres n'ont pas reçu de numéro d'opus. Le catalogue de John Scott Whiteley est beaucoup plus complet et reprend même les pièces inachevées et les morceaux composés pour les concours du Conservatoire royal de Bruxelles.

### Œuvres pour orgue
- W  ??? Sonata Eroica Op 94 (1930). Avec dédicace à Joseph Bonnet, organiste à St Eustache à Paris
- W. 134 Pastorale (1906). Avec dédicace à Léon Jongen
- W. 143 Cantilène (1908). Avec dédicace à Otto Gauss
- W. 177 Prélude funèbre (1914)
- W. 287 Légende (1930) Inachevé
- W. 311 = Op. 104 Toccata (1935)
- W. 319 Petit prélude (Aria) (1937)
- W. 338 Improvisation-Pastorale (1941). Avec dédicace au Docteur Hardy
- W. 343 = Op. 121 Prélude et fugue (1941-43)
- W. 350 Gaudeamus : Verset pour la fête de l'Assomption (1944)

### Œuvres pour harmonium
- Trois pièces (1908). Avec dédicace à Emile-Henri t'Serstevens (nl)
  - W. 145 Prière du matin
  - W. 146 Angélus
  - W. 147 Prière du soir
- Huit feuilles. Inachevé
  - W. 152 (Si majeur, no 6) (1909)
  - W. 153 (Sol dièse mineur, no 5) (1909)
  - W. 154 (Ré majeur, no 7) (?). Inachevé
  - W. 155 (Do dièse majeur) (?). Inachevé
  - W. 156 Gavotte (Fa dièse mineur) (?). Inachevé
- Trois pièces faciles (1911)
  - W. 166 = Op. 38/3 Cantabile
  - W. 167 = Op. 38/4 Marche
  - W. 168 = Op. 38/5 Pastorale
- W. 169 Offertoire sur l'Alma Redemptoris (1911). Avec dédicace à l'abbé Joseph Joubert
- W. 210 = Op. 63 In Memoriam (4 Improvisations) (1919)
- Pièces pour harmonium dans tous les tons (1921). Inachevé
  - W. 217 Do majeur
  - W. 218 Do mineur
  - W. 219 Ré bémol Majeur
  - W. 218 Do dièse mineur
  - W. 219 Ré Majeur. Inachevé

### Œuvre avec harmonium
- Hymne (1924) pour harmonium et piano. Avec dédicace à Émile et Marie t'Serstevens

## Discographie

### Label Cypres records
- Joseph Jongen | Chamber music for flute, harp and strings, Ensemble Arpae, Aldo Baerten, Marie Hallynck, Gudrun Vercampt, Diederik Suys, Sophie Hallynck, Cypres 2002 (CYP1632)
- Joseph Jongen | Cello Concerto, Marie Hallynck, Orchestre National de Belgique, Roman Kofman, Cypres 2002 (CYP1634)
- Joseph Jongen | Melodies with orchestra (collector), Mariette Kemmer, Orchestre Philharmonique de Monte-Carlo, Pierre Bartholomée, Cypres 2003 (CYP1635)
- Joseph Jongen | Piano Quartet & Trio for piano, violin and viola, Ensemble Joseph Jongen, Diane Andersen, Eliot Lawson, Jacques Dupriez, Mark Drobinsky, Cypres 2003 (CYP1638)
- Joseph Jongen | Chamber music for piano, violin and cello, Trio César Franck, Véronique Bogaerts, Jean-Claude Vanden Eynden, Marie Hallynck, Cypres 2006 (CYP1647)[14]
- Joseph Jongen - Camille Saint-Saëns | Symphonie concertante - symphonie N°3, Olivier Latry, Pascal Rophé, Orchestre Philharmonique royal de Liège, Cypres 2007 (CYP7610)[15]

### Label Fuga Libera
- Joseph Jongen | Trio, Aquarelles, Deux pièces en trio, Ensemble Joseph Jongen, Diane Andersen, Eliot Lawson, Mark Drobinsky, Fuga Libera 2009 (FUG518)[16]
- Jongen: complete works for viola and piano, Nathan Braude, Jean-Claude Vanden Eynden, Fuga Libera 2011 (FUG586)

### Label Musique en Wallonie
- Joseph Jongen | Comela - Clair de lune, Orchestre philharmonique de Liège et de la Communauté Wallonie-Bruxelles, Chœur symphonique de Namur, Sophie Marin-Degor, Marc Laho, Roger Joakim, Jean-Pierre Haeck, Marcelle Mercenier, MEW0214
- Joseph Jongen | Pages intimes, Nathan Braude, Orchestre philharmonique royal de Liège, Jean-Pierre Haeck, MEW1575[17]
- Joseph Jongen | La Musique - Mélodies pour soprano et quintette avec piano, Claire Lefilliâtre, Oxalys, Shirly Laub, Frédéric d’Ursel, Elisabeth Smalt, Amy Norrington, Jean-Claude Vanden Eynden, MEW1684
- Joseph Jongen | Œuvres pour violoncelle et orchestre, Henri Demarquette, Orchestre philharmonique royal de Liège, Christian Arming, MEW1785[18]
- Joseph Jongen | Entrevisions. Intégrale des mélodies vol. I, Sarah Defrise, Craig White, MEW1993[19]
- Joseph Jongen | Sonata eroïca. Pièces pour orgue, Cindy Castillo, MEW2001[20]

### Label Pavane records
- Joseph Jongen: L'intégrale pour piano volume 1, Diane Andersen, Pavane 2003 (ADW7475/6)
- Joseph Jongen: L'intégrale pour piano volume 2, Diane Andersen, André De Groote, 3 CD, Pavane 1998 (ADW7477/9)
- Joseph Jongen: Quatuors à cordes op.3 & op.50, Gong Quartet, Pavane 1998 (ADW7483)
- Joseph Jongen: Quatuors à cordes volume 2, Gong Quartet, Pavane 2007 (ADW7524)[21]
- Belgian Works For Cello Quartet (Jongen, Darcy, Del Pueyo), Tetracelli, Pavane 2020 (ADW7499)

### Autres Labels
- Jongen: Flute Sonata / Flute Trio / Danse Lente / Élégie, Marc Grauwels, Marie Hallynck, Sophie Hallynck, Dalia Ouziel, NAXOS 2002 (8.557111)
- Joseph Jongen et Aaron Copland, Symphonies pour orgue et orchestre, Pierre Pincemaille, Daniel Tosi, Solstice 2002 (SOCD198)
- Jongen: Symphonie concertante, Passacaglie et gigue & Sonata eroïca, Christian Schmitt, Martin Haselböck, CPO 2016 (cpo777593-2)
- Joseph Jongen: 13 Preludes / 24 Petits Preludes, Ivan Ilić (piano), CHANDOS 2023 (CHAN20264)[22]
- A Grand Celebration, The Philadelphia Orchestra live with the Wanamaker Organ, Peter Richard Conte (orgue), Rossen Milanov (chef), Gothic Records (G-49270)